# アクエリアス (アクアのアルバム)
『アクエリアス』（Aquarius）は、2000年にリリースされたアクアの2枚目のスタジオ・アルバムである。

## 収録曲
1. カートゥーン・ヒーローズ - Cartoon Heroes
2. アラウンド・ザ・ワールド - Around the World
3. ドキドキ・フライデイ - Freaky Friday
4. ウィ・ビロング・トゥ・ザ・シー - We Belong to the Sea
5. アン・アップル・ア・デイ - An Apple a Day
6. ハロウィーン - Halloween
7. グッド・ガイズ - Good Guys
8. 火星からカミン・バック - Back from Mars
9. アクエリアス - Aquarius
10. キューバ・リバー (ナ・ナ・ナ・ソング) - Cuba Libre
11. バンブル・ビー - Bumble Bee
12. さよなら、サーカス - Goodbye to the Circus

日本盤ボーナストラック
1. カートゥーン・ヒーローズ（メトロズ・ザッツ・オール・フォークス・リミックス） - Cartoon Heroes (Metro's That's All Folks Remix)